# Lista de boosters de primeiro estágio do Falcon 9

Left to right: Falcon 9 v1.0, v1.1, v1.2 "Full Thrust", Falcon 9 Block 5, Falcon Heavy, and Falcon Heavy Block 5.

Um propulsor de primeiro estágio do Falcon 9 é um propulsor de foguete reutilizável usado nos veículos de lançamento orbital Falcon 9 e Falcon Heavy fabricados pela SpaceX .
A fabricação do booster de primeiro estágio representa cerca de 60% do preço de lançamento de um único Falcon 9 esgotado (e três deles mais de 80% do preço de lançamento de um Falcon Heavy esgotado), o que levou a SpaceX a desenvolver um programa dedicado à recuperação e reutilização desses boosters para uma redução significativa nos custos de lançamento.
Após várias tentativas, algumas já em 2010, de controlar a reentrada do primeiro estágio após sua separação do segundo estágio, o primeiro pouso controlado bem-sucedido de um primeiro estágio ocorreu em 22 de dezembro de 2015, no primeiro voo da versão Full Thrust .
Desde então, os propulsores de primeiro estágio do Falcon 9 pousaram e foram recuperados 92 Predefinição:Falcon rocket statistics vezes em 103 Predefinição:Falcon rocket statistics tentativas, incluindo recuperações sincronizadas dos propulsores laterais do voo de teste Falcon Heavy, Arabsat-6A, USSF-44, USSF-67 e STP- 2 missões.
Um dos propulsores centrais do Falcon Heavy pousou suavemente, mas foi severamente danificado durante o transporte.
No total, 28 Predefinição:Falcon rocket statistics boosters recuperados foram reformados e posteriormente voaram pelo menos uma segunda vez, os boosters líderes voaram de 13 a 15 missões.
A SpaceX limitou intencionalmente os boosters do Bloco 3 e do Bloco 4 a voar apenas duas missões cada, mas a empresa indicou em 2018 que esperava que as versões do Bloco 5 alcançassem dez voos, cada uma com apenas pequenas reformas.
Este marco foi alcançado pela primeira vez pelo Booster B1051 na missão Starlink-27 em 2021.
Todos os reforços no Bloco 4 e anteriores foram retirados, gastos ou perdidos.
O último voo de um booster do Bloco 4 foi em junho de 2018.
Desde então, todos os boosters da frota ativa são do Bloco 5.
Os nomes dos boosters são um B seguido por um número de quatro dígitos.
A primeira versão do Falcon 9, v1.0, tinha boosters B0001 a B0007.
Todos os boosters seguintes foram numerados sequencialmente começando em B1001, o número 1 representando o booster do primeiro estágio.

## Lista de boosters

### V1.0 and V1.1
Esses boosters foram as 2 primeiras versões principais do Falcon 9.
O Falcon 9 parecia muito diferente do que é hoje e era muito menor e tinha muito menos potência.
No voo inaugural e no segundo voo do V 1.0, a SpaceX incluiu hardware básico de recuperação (pára-quedas) para tentar recuperar o booster.
No entanto, como os propulsores quebraram na reentrada devido a forças aerodinâmicas nas duas vezes, a SpaceX desistiu dos pára-quedas e decidiu realizar pousos propulsivos.
Primeiro vieram alguns pousos controlados na água, depois vieram as tentativas no navio drone "Just Read the Instructions 1".
Nenhum desses propulsores foi recuperado ou sobreviveu ao pouso após um lançamento orbital.
Dois dispositivos de teste fizeram vários voos curtos cada.
| S/N   | Versão    | Data de Lançamento_(UTC)                           | Vôo_No. | Carga                                | Local de Lançamento | Pouso                     | Status                        |
| ----- | --------- | -------------------------------------------------- | ------- | ------------------------------------ | ------------------- | ------------------------- | ----------------------------- |
| B0001 | v1.0 test | Manufactured in 2007                               | —       | N/A                                  | —                   | —                         | —                             |
| B0002 | v1.0 test | September 2012 a October 2013 (8 test flights)     | —       | N/A                                  | Suborbital          | 8 test landings achieved  | Retired                       |
| B0003 | v1.0      | 4 June 2010                                        | F9-001  | Dragon Spacecraft Qualification Unit | Sucesso (40)        | Falhou (ocean splashdown) | Destroyed                     |
| B0004 | v1.0      | 8 December 2010                                    | F9-002  | Dragon C101 (COTS Demo Flight 1)     | Sucesso (40)        | Falhou (ocean splashdown) | Destroyed [carece de fontes?] |
| B0005 | v1.0      | 22 May 2012                                        | F9-003  | Dragon C102 (COTS Demo Flight 2)     | Sucesso (40)        | No attempt                | Expended                      |
| B0006 | v1.0      | 8 October 2012                                     | F9-004  | Dragon C103 (CRS-1)                  | Falha parcial (40)  | No attempt                | Expended                      |
| B0007 | v1.0      | 1 March 2013                                       | F9-005  | Dragon C104 (CRS-2)                  | Sucesso (40)        | No attempt                | Expended                      |
| B1001 | v1.1 test | Manufactured in 2012                               | —       | N/A                                  | —                   | —                         | —                             |
| B1002 | v1.1 test | 17 April 2014 April a August 2014 (5 test flights) | —       | N/A                                  | Suborbital          | 4 test landings achieved  | Destroyed                     |
| B1003 | v1.1      | 29 September 2013                                  | F9-006  | CASSIOPE                             | Sucesso (4E)        | Falhou (ocean splashdown) | Destroyed                     |
| B1004 | v1.1      | 3 December 2013                                    | F9-007  | SES-8                                | Sucesso (40)        | No attempt                | Expended                      |
| B1005 | v1.1      | 6 January 2014                                     | F9-008  | Thaicom 6                            | Sucesso (40)        | No attempt                | Expended                      |
| B1006 | v1.1      | 18 April 2014                                      | F9-009  | Dragon C105 (CRS-3)                  | Sucesso (40)        | Predefinição:Não Oficial  | Expended                      |
| B1007 | v1.1      | 14 July 2014                                       | F9-010  | Orbcomm OG2 × 6                      | Sucesso (40)        | Predefinição:Não Oficial  | Expended                      |
| B1008 | v1.1      | 5 August 2014                                      | F9-011  | AsiaSat 8                            | Sucesso (40)        | No attempt                | Expended                      |
| B1009 | v1.1 test | Manufactured in 2014                               | —       | N/A                                  | —                   | —                         | Never completed               |
| B1010 | v1.1      | 21 September 2014                                  | F9-013  | Dragon C106 (CRS-4)                  | Sucesso (40)        | Falhou (ocean splashdown) | Destroyed                     |
| B1011 | v1.1      | 7 September 2014                                   | F9-012  | AsiaSat 6 / Thaicom 7                | Sucesso (40)        | No attempt                | Expended                      |
| B1012 | v1.1      | 10 January 2015                                    | F9-014  | Dragon C107 (CRS-5)                  | Sucesso (40)        | Falhou                    | Destroyed                     |
| B1013 | v1.1      | 11 February 2015                                   | F9-015  | DSCOVR                               | Sucesso (40)        | Predefinição:Não Oficial  | Expended                      |
| B1014 | v1.1      | 2 March 2015                                       | F9-016  | ABS-3A / Eutelsat 115 West B         | Sucesso (40)        | No attempt                | Expended                      |
| B1015 | v1.1      | 14 April 2015                                      | F9-017  | Dragon C108 (CRS-6)                  | Sucesso (40)        | Falhou                    | Destroyed                     |
| B1016 | v1.1      | 27 April 2015                                      | F9-018  | TürkmenÄlem 52°E / MonacoSAT         | Sucesso (40)        | No attempt                | Expended                      |
| B1017 | v1.1      | 17 January 2016                                    | F9-021  | Jason-3                              | Sucesso (4E)        | Falhou                    | Destroyed                     |
| B1018 | v1.1      | 28 June 2015                                       | F9-019  | Dragon C109 (CRS-7)                  | Falhou (40)         | Precluded                 | Destroyed                     |
| 1. 2. |           |                                                    |         |                                      |                     |                           |                               |

### Booter’s até o Bloco 4
O Falcon 9 Full Thrust (ou às vezes chamado de Falcon 9 versão 1.2) foi a primeira versão do Falcon 9 a pousar com sucesso. As mudanças incluíram um tanque de combustível maior, motores aprimorados e Supercooled propulsor e oxidante para aumentar o desempenho. Cinco versões diferentes do Full Thrust foram produzidas, Bloco 1 a 4 (todos aposentados) são encontrados nesta lista enquanto o Bloco 5 ativo é listado separadamente. O Bloco 4 era uma versão de teste que incluía novo hardware, como aletas de grade de titânio, posteriormente usadas para a próxima e última versão principal do Falcon 9, Bloco 5. Os vôos de todos os foguetes Falcon 9 até o Bloco 4 foram limitados a apenas 2 vôos, com um total de 14 segundos voos dessas variantes. Os boosters foram retirados ou gastos após o segundo lançamento.
Como nenhum dado é fornecido, os boosters do Falcon 9 listados simplesmente como "FT" (Full Thrust) denotam os blocos 1 a 3, enquanto o bloco 4 é listado como "FT Block 4". Todos os boosters são variantes do Falcon 9, salvo indicação em contrário. Boosters B1023 e B1025 eram boosters Falcon 9, que foram convertidos em boosters laterais Falcon Heavy para o vôo de teste do Falcon Heavy.
| S/N         | Version    | Launch date (UTC)    | Flight No. | Turnaround               | Payload                                  | Launch        | Landing                  | Status                                                                          |
| ----------- | ---------- | -------------------- | ---------- | ------------------------ | ---------------------------------------- | ------------- | ------------------------ | ------------------------------------------------------------------------------- |
| B1019       | FT         | 22 December 2015     | F9-020     | —                        | Orbcomm OG2 × 11                         | Sucesso (40)  | Sucesso (LZ-1)           | Aposentado Permanent display outside of SpaceX headquarters (since August 2016) |
| B1020       | FT         | 4 March 2016         | F9-022     | —                        | SES-9                                    | Sucesso (40)  | Falhou                   | Destruído                                                                       |
| B1021       | FT         | 8 April 2016         | F9-023     | —                        | Dragon C110 (CRS-8)                      | Sucesso (40)  | Sucesso (OCISLY)         | Aposentado Displayed in Hangar E, Cape Canaveral Space Force Station            |
| B1021       | FT         | 30 March 2017        | F9-032 ♺   | 11 meses e 22 dias       | SES-10                                   | Sucesso (39A) | Sucesso (OCISLY)         | Aposentado Displayed in Hangar E, Cape Canaveral Space Force Station            |
| B1022       | FT         | 6 May 2016           | F9-024     | —                        | JCSAT-14                                 | Sucesso (40)  | Sucesso (OCISLY)         | Aposentado                                                                      |
| B1023       | FT         | 27 May 2016          | F9-025     | —                        | Thaicom 8                                | Sucesso (40)  | Sucesso (OCISLY)         | Aposentado On display at Kennedy Space Center Visitor Complex                   |
| B1023       | FH side    | 6 February 2018      | FH-001 ♺   | 1 ano, 8 meses e 10 dias | Tesla Roadster                           | Sucesso (39A) | Sucesso (LZ-1)           | Aposentado On display at Kennedy Space Center Visitor Complex                   |
| B1024       | FT         | 15 June 2016         | F9-026     | —                        | ABS-2A / Eutelsat 117 West B             | Sucesso (40)  | Falhou                   | Destruído                                                                       |
| B1025       | FT         | 18 July 2016         | F9-027     | —                        | Dragon C111 (CRS-9)                      | Sucesso (40)  | Sucesso (LZ-1)           | Aposentado                                                                      |
| B1025       | FH side    | 6 February 2018      | FH-001 ♺   | 1 ano, 6 meses e 19 dias | Tesla Roadster                           | Sucesso (39A) | Sucesso (LZ-2)           | Aposentado                                                                      |
| B1026       | FT         | 14 August 2016       | F9-028     | —                        | JCSAT-16                                 | Sucesso (40)  | Sucesso (OCISLY)         | Aposentado                                                                      |
| B1027       | FH test    | Manufactured in 2016 | —          | —                        | —                                        | —             | —                        | —                                                                               |
| B1028       | FT         | 3 September 2016     | —          | —                        | AMOS-6                                   | Impedido      | Impedido                 | Destruído                                                                       |
| B1029       | FT         | 14 January 2017      | F9-029     | —                        | Iridium NEXT × 10 (NEXT-1)               | Sucesso (4E)  | Sucesso (JRTI)           | Aposentado                                                                      |
| B1029       | FT         | 23 June 2017         | F9-036 ♺   | 5 meses e 9 dias         | BulgariaSat-1                            | Sucesso (39A) | Sucesso (OCISLY)         | Aposentado                                                                      |
| B1030       | FT         | 16 March 2017        | F9-031     | —                        | EchoStar 23                              | Sucesso (39A) | Sem tentativa            | Gasto                                                                           |
| B1031       | FT         | 19 February 2017     | F9-030     | —                        | Dragon C112 (CRS-10)                     | Sucesso (39A) | Sucesso (LZ-1)           | Aposentado                                                                      |
| B1031       | FT         | 11 October 2017      | F9-043 ♺   | 7 meses e 22 dias        | SES-11                                   | Sucesso (39A) | Sucesso (OCISLY)         | Aposentado                                                                      |
| B1032       | FT         | 1 May 2017           | F9-033     | —                        | USA-276 (NROL-76)                        | Sucesso (39A) | Sucesso (LZ-1)           | Gasto                                                                           |
| B1032       | FT         | 31 January 2018      | F9-048 ♺   | 8 meses e 30 dias        | GovSat-1 / SES-16                        | Sucesso (40)  | Predefinição:Unofficial2 | Gasto                                                                           |
| B1033       | FH core    | 6 February 2018      | FH-001     | —                        | Tesla Roadster                           | Sucesso (39A) | Falhou                   | Destruído                                                                       |
| B1034       | FT         | 15 May 2017          | F9-034     | —                        | Inmarsat-5 F4                            | Sucesso (39A) | Sem tentativa            | Gasto                                                                           |
| B1035       | FT         | 3 June 2017          | F9-035     | —                        | Dragon C106 (CRS-11)                     | Sucesso (39A) | Sucesso (LZ-1)           | Aposentado On display outdoors at Space Center Houston (since March 2020)       |
| B1035       | FT         | 15 December 2017     | F9-045 ♺   | 6 meses e 12 dias        | Dragon C108 (CRS-13)                     | Sucesso (40)  | Sucesso (LZ-1)           | Aposentado On display outdoors at Space Center Houston (since March 2020)       |
| B1036       | FT         | 25 June 2017         | F9-037     | —                        | Iridium NEXT × 10 (NEXT-2)               | Sucesso (4E)  | Sucesso (JRTI)           | Gasto                                                                           |
| B1036       | FT         | 23 December 2017     | F9-046 ♺   | 5 meses e 28 dias        | Iridium NEXT × 10 (NEXT-4)               | Sucesso (4E)  | Predefinição:Unofficial2 | Gasto                                                                           |
| B1037       | FT         | 5 July 2017          | F9-038     | —                        | Intelsat 35e                             | Sucesso (39A) | Sem tentativa            | Gasto                                                                           |
| B1038       | FT         | 24 August 2017       | F9-040     | —                        | Formosat-5                               | Sucesso (4E)  | Sucesso (JRTI)           | Gasto                                                                           |
| B1038       | FT         | 22 February 2018     | F9-049 ♺   | 5 meses e 18 dias        | Paz                                      | Sucesso (4E)  | Sem tentativa            | Gasto                                                                           |
| B1039       | FT Block 4 | 14 August 2017       | F9-039     | —                        | Dragon C113 (CRS-12)                     | Sucesso (39A) | Sucesso (LZ-1)           | Gasto                                                                           |
| B1039       | FT Block 4 | 2 April 2018         | F9-052 ♺   | 7 meses e 19 dias        | Dragon C110 (CRS-14)                     | Sucesso (40)  | Sem tentativa            | Gasto                                                                           |
| B1040       | FT Block 4 | 7 September 2017     | F9-041     | —                        | Boeing X-37B (OTV-5)                     | Sucesso (39A) | Sucesso (LZ-1)           | Gasto                                                                           |
| B1040       | FT Block 4 | 4 June 2018          | F9-056 ♺   | 8 meses e 28 dias        | SES-12                                   | Sucesso (40)  | Sem tentativa            | Gasto                                                                           |
| B1041       | FT Block 4 | 9 October 2017       | F9-042     | —                        | Iridium NEXT × 10 (NEXT-3)               | Sucesso (4E)  | Sucesso (JRTI)           | Gasto                                                                           |
| B1041       | FT Block 4 | 30 March 2018        | F9-051 ♺   | 5 meses e 21 dias        | Iridium NEXT × 10 (NEXT-5)               | Sucesso (4E)  | Sem tentativa            | Gasto                                                                           |
| B1042       | FT Block 4 | 30 October 2017      | F9-044     | —                        | Koreasat 5A                              | Sucesso (39A) | Sucesso (OCISLY)         | Aposentado                                                                      |
| B1043       | FT Block 4 | 8 January 2018       | F9-047     | —                        | Zuma                                     | Sucesso (40)  | Sucesso (LZ-1)           | Gasto                                                                           |
| B1043       | FT Block 4 | 22 May 2018          | F9-055 ♺   | 4 meses e 14 dias        | Iridium NEXT × 5 (NEXT-6) / GRACE-FO × 2 | Sucesso (4E)  | Sem tentativa            | Gasto                                                                           |
| B1044       | FT Block 4 | 6 March 2018         | F9-050     | —                        | Hispasat 30W-6                           | Sucesso (40)  | Sem tentativa            | Gasto                                                                           |
| B1045       | FT Block 4 | 18 April 2018        | F9-053     | —                        | TESS                                     | Sucesso (40)  | Sucesso (OCISLY)         | Gasto                                                                           |
| B1045       | FT Block 4 | 29 June 2018         | F9-057 ♺   | 2 meses e 11 dias        | Dragon C111 (CRS-15)                     | Sucesso (40)  | Sem tentativa            | Gasto                                                                           |
| 1. 2. 3. 4. |            |                      |            |                          |                                          |               |                          |                                                                                 |

### Block 5
Existem três tipos de booster: Falcon 9 (F9), boosters de núcleo Falcon Heavy (núcleo FH) e boosters laterais Falcon Heavy (lado FH).
Os reforços laterais Falcon 9 e Falcon Heavy são reconfiguráveis entre si.
Um reforço de núcleo Falcon Heavy é fabricado com suportes estruturais para os reforços laterais e não pode ser convertido em um reforço Falcon 9 ou reforço lateral Falcon Heavy. [citação necessária]
O hardware de montagem interestágio foi alterado após B1056.
O design de interstage mais recente apresenta menos pinos segurando o interstage, reduzindo a quantidade de trabalho necessária para converter um booster Falcon 9 em um booster lateral Falcon Heavy.
O bloco 5 é a mais recente iteração dos boosters Falcon 9 e Falcon Heavy.
As mudanças incluem um escudo térmico mais forte, motores atualizados, novas seções de composto de carbono (pernas de pouso, seções do motor, pistas, propulsores RCS e interestágio), pernas de pouso retráteis, aletas de grade de titânio e outras adições que simplificam a reforma e permitem uma reutilização mais fácil.
Um booster Bloco 5 pode voar mais de dez vezes.
Em 11 de setembro de 2022, durante a missão Starlink 4-2, o B1058 foi o primeiro a completar quatorze lançamentos e pousos para se tornar o líder da frota.
O B1052, lançado pela primeira vez em abril de 2019 junto com o B1053, é o mais antigo e mais antigo lançado dos boosters Falcon 9 ativos e completou 7 lançamentos e pousos em 5 de setembro de 2022.
Entre todos os propulsores B5, o B1058 é o propulsor com mais espaçonaves (779) lançadas em órbita e junto com o recorde de massa de espaçonaves lançadas para órbita por um único propulsor, ou seja, de ~190,000 kg (420,000 lb).
Desde 13 de novembro de  2022, a SpaceX usou um total de 22 novos boosters B5, dos quais 11 não estão mais ativos (cinco foram gastos e seis foram perdidos devido a pousos malsucedidos ou perdidos durante a recuperação).
| S/N   | Tipo    | Lança- mento        | Data do Lançamento (UTC)                              | Vôo No.                                               | Tempo de Manutenção                                   | Carga                                                 | Local de Lançamento (pad) | Pouso (Localização) | Status                           |
| ----- | ------- | ------------------- | ----------------------------------------------------- | ----------------------------------------------------- | ----------------------------------------------------- | ----------------------------------------------------- | ------------------------- | ------------------- | -------------------------------- |
| B1046 | F9      | 4                   | 11 May 2018                                           | F9-054                                                | —                                                     | Bangabandhu-1                                         | Sucesso (39A)             | Sucesso (OCISLY)    | Gasto                            |
| B1046 | F9      | 4                   | 7 August 2018                                         | F9-060 ♺                                              | 2 meses e 27 dias                                     | Telkom-4 Merah Putih                                  | Sucesso (40)              | Sucesso (OCISLY)    | Gasto                            |
| B1046 | F9      | 4                   | 3 December 2018                                       | F9-064 ♺                                              | 3 meses e 26 dias                                     | SHERPA (SSO-A)                                        | Sucesso (4E)              | Sucesso (JRTI)      | Gasto                            |
| B1046 | F9      | 4                   | 19 January 2020                                       | F9-079 ♺                                              | 1 ano, 1 mês e 16 dias                                | Dragon C205 (In-Flight Abort Test)                    | Sucesso (39A)             | Sem tentativa       | Gasto                            |
| B1047 | F9      | 3                   | 22 July 2018                                          | F9-058                                                | —                                                     | Telstar 19V                                           | Sucesso (40)              | Sucesso (OCISLY)    | Gasto                            |
| B1047 | F9      | 3                   | 15 November 2018                                      | F9-063 ♺                                              | 3 meses e 24 dias                                     | Es'hail 2                                             | Sucesso (39A)             | Sucesso (OCISLY)    | Gasto                            |
| B1047 | F9      | 3                   | 6 August 2019                                         | F9-074 ♺                                              | 8 meses e 21 dias                                     | AMOS-17                                               | Sucesso (40)              | Sem tentativa       | Gasto                            |
| B1048 | F9      | 5                   | 25 July 2018                                          | F9-059                                                | —                                                     | Iridium NEXT × 10 (NEXT-7)                            | Sucesso (4E)              | Sucesso (JRTI)      | Destruído durante falha de pouso |
| B1048 | F9      | 5                   | 8 October 2018                                        | F9-062 ♺                                              | 2 meses e 13 dias                                     | SAOCOM 1A                                             | Sucesso (4E)              | Sucesso (LZ‑4)      | Destruído durante falha de pouso |
| B1048 | F9      | 5                   | 22 February 2019                                      | F9-068 ♺                                              | 4 meses e 14 dias                                     | Nusantara Satu / Beresheet                            | Sucesso (40)              | Sucesso (OCISLY)    | Destruído durante falha de pouso |
| B1048 | F9      | 5                   | 11 November 2019                                      | F9-075 ♺                                              | 8 meses e 20 dias                                     | Starlink × 60 (v1.0 L1)                               | Sucesso (40)              | Sucesso (OCISLY)    | Destruído durante falha de pouso |
| B1048 | F9      | 5                   | 18 March 2020                                         | F9-083 ♺                                              | 4 meses e 7 dias                                      | Starlink × 60 (v1.0 L5)                               | Sucesso (39A)             | Falhou (OCISLY)     | Destruído durante falha de pouso |
| B1049 | F9      | 11                  | 10 September 2018                                     | F9-061                                                | —                                                     | Telstar 18V / Apstar 5C                               | Sucesso (40)              | Sucesso (OCISLY)    | Gasto                            |
| B1049 | F9      | 11                  | 11 January 2019                                       | F9-067 ♺                                              | 4 meses e 1 dia                                       | Iridium NEXT × 10 (NEXT-8)                            | Sucesso (4E)              | Sucesso (JRTI)      | Gasto                            |
| B1049 | F9      | 11                  | 24 May 2019                                           | F9-071 ♺                                              | 4 meses e 13 dias                                     | Starlink × 60 (v0.9)                                  | Sucesso (40)              | Sucesso (OCISLY)    | Gasto                            |
| B1049 | F9      | 11                  | 7 January 2020                                        | F9-078 ♺                                              | 7 meses e 14 dias                                     | Starlink × 60 (v1.0 L2)                               | Sucesso (40)              | Sucesso (OCISLY)    | Gasto                            |
| B1049 | F9      | 11                  | 4 June 2020                                           | F9-086 ♺                                              | 4 meses e 28 dias                                     | Starlink × 60 (v1.0 L7)                               | Sucesso (40)              | Sucesso (JRTI)      | Gasto                            |
| B1049 | F9      | 11                  | 18 August 2020                                        | F9-091 ♺                                              | 2 meses e 14 dias                                     | Starlink × 58 (v1.0 L10)                              | Sucesso (40)              | Sucesso (OCISLY)    | Gasto                            |
| B1049 | F9      | 11                  | 25 November 2020                                      | F9-100 ♺                                              | 3 meses e 7 dias                                      | Starlink × 60 (v1.0 L15)                              | Sucesso (40)              | Sucesso (OCISLY)    | Gasto                            |
| B1049 | F9      | 11                  | 4 March 2021                                          | F9-109 ♺                                              | 3 meses e 7 dias                                      | Starlink × 60 (v1.0 L17)                              | Sucesso (39A)             | Sucesso (OCISLY)    | Gasto                            |
| B1049 | F9      | 11                  | 4 May 2021                                            | F9-116 ♺                                              | 2 meses                                               | Starlink × 60 (v1.0 L25)                              | Sucesso (39A)             | Sucesso (OCISLY)    | Gasto                            |
| B1049 | F9      | 11                  | 14 September 2021                                     | F9-125 ♺                                              | 4 meses e 10 dias                                     | Starlink × 51 (Group 2-1)                             | Sucesso (4E)              | Sucesso (OCISLY)    | Gasto                            |
| B1049 | F9      | 11                  | 23 November 2022                                      | F9-186 ♺                                              | 2 meses e 9 dias                                      | Eutelsat 10B                                          | Sucesso (40)              | Sem tentativa       | Gasto                            |
| B1050 | F9      | 1                   | 5 December 2018                                       | F9-065                                                | —                                                     | Dragon C112 (CRS-16)                                  | Sucesso (40)              | Falhou (LZ‑1)       | Sucateado                        |
| B1051 | F9      | 14                  | 2 March 2019                                          | F9-069                                                | —                                                     | Dragon C204 (Demo-1)                                  | Sucesso (39A)             | Sucesso (OCISLY)    | Gasto                            |
| B1051 | F9      | 14                  | 12 June 2019                                          | F9-072 ♺                                              | 3 meses e 10 dias                                     | RCM × 3                                               | Sucesso (4E)              | Sucesso (LZ‑4)      | Gasto                            |
| B1051 | F9      | 14                  | 29 January 2020                                       | F9-080 ♺                                              | 7 meses e 17 dias                                     | Starlink × 60 (v1.0 L3)                               | Sucesso (40)              | Sucesso (OCISLY)    | Gasto                            |
| B1051 | F9      | 14                  | 22 April 2020                                         | F9-084 ♺                                              | 2 meses e 24 dias                                     | Starlink × 60 (v1.0 L6)                               | Sucesso (39A)             | Sucesso (OCISLY)    | Gasto                            |
| B1051 | F9      | 14                  | 7 August 2020                                         | F9-090 ♺                                              | 3 meses e 16 dias                                     | Starlink × 57 (v1.0 L9)                               | Sucesso (39A)             | Sucesso (OCISLY)    | Gasto                            |
| B1051 | F9      | 14                  | 18 October 2020                                       | F9-095 ♺                                              | 1 mês e 11 dias                                       | Starlink × 60 (v1.0 L13)                              | Sucesso (39A)             | Sucesso (OCISLY)    | Gasto                            |
| B1051 | F9      | 14                  | 13 December 2020                                      | F9-102 ♺                                              | 2 meses e 25 dias                                     | SXM 7                                                 | Sucesso (40)              | Sucesso (JRTI)      | Gasto                            |
| B1051 | F9      | 14                  | 20 January 2021                                       | F9-105 ♺                                              | 1 mês e 7 dias                                        | Starlink × 60 (v1.0 L16)                              | Sucesso (39A)             | Sucesso (JRTI)      | Gasto                            |
| B1051 | F9      | 14                  | 14 March 2021                                         | F9-111 ♺                                              | 1 mês e 22 dias                                       | Starlink × 60 (v1.0 L21)                              | Sucesso (39A)             | Sucesso (OCISLY)    | Gasto                            |
| B1051 | F9      | 14                  | 9 May 2021                                            | F9-117 ♺                                              | 1 mês e 25 dias                                       | Starlink × 60 (v1.0 L27)                              | Sucesso (40)              | Sucesso (JRTI)      | Gasto                            |
| B1051 | F9      | 14                  | 18 December 2021                                      | F9-132 ♺                                              | 7 meses e 9 dias                                      | Starlink × 52 (Group 4-4)                             | Sucesso (4E)              | Sucesso (OCISLY)    | Gasto                            |
| B1051 | F9      | 14                  | 19 March 2022                                         | F9-145 ♺                                              | 3 meses e 1 dia                                       | Starlink × 53 (Group 4-12)                            | Sucesso (40)              | Sucesso (JRTI)      | Gasto                            |
| B1051 | F9      | 14                  | 17 July 2022                                          | F9-165 ♺                                              | 3 meses e 28 dias                                     | Starlink × 53 (Group 4-22)                            | Sucesso (40)              | Sucesso (JRTI)      | Gasto                            |
| B1051 | F9      | 14                  | 12 November 2022                                      | F9-185 ♺                                              | 3 meses e 26 dias                                     | Galaxy 31 & 32                                        | Sucesso (40)              | Sem tentativa       | Gasto                            |
| B1052 | FH side | 8                   | 11 April 2019                                         | FH-002                                                | —                                                     | Arabsat-6A                                            | Sucesso (39A)             | Sucesso (LZ‑1)      | Aguardando lançamento            |
| B1052 | FH side | 8                   | 25 June 2019                                          | FH-003 ♺                                              | 2 meses e 14 dias                                     | COSMIC-2 (STP-2)                                      | Sucesso (39A)             | Sucesso (LZ‑2)      | Aguardando lançamento            |
| B1052 | F9      | 8                   | 31 January 2022                                       | F9-138 ♺                                              | 2 anos, 7 meses e 6 dias                              | CSG-2                                                 | Sucesso (40)              | Sucesso (LZ‑1)      | Aguardando lançamento            |
| B1052 | F9      | 8                   | 9 March 2022                                          | F9-144 ♺                                              | 1 mês e 6 dias                                        | Starlink × 48 (Group 4-10)                            | Sucesso (40)              | Sucesso (ASOG)      | Aguardando lançamento            |
| B1052 | F9      | 8                   | 18 May 2022                                           | F9-155 ♺                                              | 2 meses e 9 dias                                      | Starlink × 53 (Group 4-18)                            | Sucesso (39A)             | Sucesso (ASOG)      | Aguardando lançamento            |
| B1052 | F9      | 8                   | 4 August 2022                                         | F9-168 ♺                                              | 2 meses e 17 dias                                     | Danuri (KPLO)                                         | Sucesso (40)              | Sucesso (JRTI)      | Aguardando lançamento            |
| B1052 | F9      | 8                   | 5 September 2022                                      | F9-174 ♺                                              | 1 mês e 1 dia                                         | Starlink x 51 (Group 4-20)                            | Sucesso (40)              | Sucesso (JRTI)      | Aguardando lançamento            |
| B1052 | FH side | 8                   | 1 May 2023                                            | FH-xxx ♺                                              | 7 meses e 3 dias                                      | ViaSat-3 Americas                                     | Sucesso (39A)             | Sem tentativa       | Aguardando lançamento            |
| B1053 | FH side | 3                   | 11 April 2019                                         | FH-002                                                | —                                                     | Arabsat-6A                                            | Sucesso (39A)             | Sucesso (LZ‑2)      | Aguardando lançamento            |
| B1053 | FH side | 3                   | 25 June 2019                                          | FH-003 ♺                                              | Predefinição:Intervalo                                | COSMIC-2 (STP-2)                                      | Sucesso (39A)             | Sucesso (LZ‑1)      | Aguardando lançamento            |
| B1053 | FH side | 3                   | 1 May 2023                                            | FH-xxx ♺                                              | Predefinição:Intervalo                                | ViaSat-3 Americas                                     | Sucesso (39A)             | Sem tentativa       | Aguardando lançamento            |
| B1054 | F9      | 1                   | 23 December 2018                                      | F9-066                                                | —                                                     | GPS III SV01 Vespucci                                 | Sucesso (40)              | Sem tentativa       | Gasto                            |
| B1055 | FH core | 1                   | 11 April 2019                                         | FH-002                                                | —                                                     | Arabsat-6A                                            | Sucesso (39A)             | Sucesso (OCISLY)    | Destruído durante a recuperação  |
| B1056 | F9      | 4                   | 4 May 2019                                            | F9-070                                                | —                                                     | Dragon C113 (CRS-17)                                  | Sucesso (40)              | Sucesso (OCISLY)    | Perdido no Mar                   |
| B1056 | F9      | 4                   | 25 July 2019                                          | F9-073 ♺                                              | Predefinição:Intervalo                                | Dragon C108 (CRS-18)                                  | Sucesso (40)              | Sucesso (LZ‑1)      | Perdido no Mar                   |
| B1056 | F9      | 4                   | 17 December 2019                                      | F9-077 ♺                                              | Predefinição:Intervalo                                | JCSAT-18                                              | Sucesso (40)              | Sucesso (OCISLY)    | Perdido no Mar                   |
| B1056 | F9      | 4                   | 17 February 2020                                      | F9-081 ♺                                              | Predefinição:Intervalo                                | Starlink × 60 (v1.0 L4)                               | Sucesso (40)              | Falhou (OCISLY)     | Perdido no Mar                   |
| B1057 | FH core | 1                   | 25 June 2019                                          | FH-003                                                | —                                                     | COSMIC-2 (STP-2)                                      | Sucesso (39A)             | Falhou (OCISLY)     | Destruído durante falha de pouso |
| B1058 | F9      | 15                  | 30 May 2020                                           | F9-085                                                | —                                                     | Dragon C206 Endeavour (Demo-2)                        | Sucesso (39A)             | Sucesso (OCISLY)    | Aguardando Designação            |
| B1058 | F9      | 15                  | 20 July 2020                                          | F9-089 ♺                                              | Predefinição:Intervalo                                | ANASIS-II                                             | Sucesso (40)              | Sucesso (JRTI)      | Aguardando Designação            |
| B1058 | F9      | 15                  | 6 October 2020                                        | F9-094 ♺                                              | Predefinição:Intervalo                                | Starlink × 60 (v1.0 L12)                              | Sucesso (39A)             | Sucesso (OCISLY)    | Aguardando Designação            |
| B1058 | F9      | 15                  | 6 December 2020                                       | F9-101 ♺                                              | Predefinição:Intervalo                                | Dragon C208 (CRS-21)                                  | Sucesso (39A)             | Sucesso (OCISLY)    | Aguardando Designação            |
| B1058 | F9      | 15                  | 24 January 2021                                       | F9-106 ♺                                              | Predefinição:Intervalo                                | Transporter-1                                         | Sucesso (40)              | Sucesso (OCISLY)    | Aguardando Designação            |
| B1058 | F9      | 15                  | 11 March 2021                                         | F9-110 ♺                                              | Predefinição:Intervalo                                | Starlink × 60 (v1.0 L20)                              | Sucesso (40)              | Sucesso (JRTI)      | Aguardando Designação            |
| B1058 | F9      | 15                  | 7 April 2021                                          | F9-113 ♺                                              | Predefinição:Intervalo                                | Starlink × 60 (v1.0 L23)                              | Sucesso (40)              | Sucesso (OCISLY)    | Aguardando Designação            |
| B1058 | F9      | 15                  | 15 May 2021                                           | F9-118 ♺                                              | Predefinição:Intervalo                                | Starlink × 52 (v1.0 L26)                              | Sucesso (39A)             | Sucesso (OCISLY)    | Aguardando Designação            |
| B1058 | F9      | 15                  | 13 November 2021                                      | F9-128 ♺                                              | Predefinição:Intervalo                                | Starlink × 53 (Group 4-1)                             | Sucesso (40)              | Sucesso (JRTI)      | Aguardando Designação            |
| B1058 | F9      | 15                  | 13 January 2022                                       | F9-136 ♺                                              | Predefinição:Intervalo                                | Transporter-3                                         | Sucesso (40)              | Sucesso (LZ‑1)      | Aguardando Designação            |
| B1058 | F9      | 15                  | 21 February 2022                                      | F9-141 ♺                                              | Predefinição:Intervalo                                | Starlink x 46 (Group 4-8)                             | Sucesso (40)              | Sucesso (ASOG)      | Aguardando Designação            |
| B1058 | F9      | 15                  | 6 May 2022                                            | F9-152 ♺                                              | Predefinição:Intervalo                                | Starlink x 53 (Group 4-17)                            | Sucesso (39A)             | Sucesso (ASOG)      | Aguardando Designação            |
| B1058 | F9      | 15                  | 7 July 2022                                           | F9-162 ♺                                              | Predefinição:Intervalo                                | Starlink x 53 (Group 4-21)                            | Sucesso (40)              | Sucesso (JRTI)      | Aguardando Designação            |
| B1058 | F9      | 15                  | 11 September 2022                                     | F9-175 ♺                                              | Predefinição:Intervalo                                | Starlink x 34 (Group 4-2) + BlueWalker 3              | Sucesso (39A)             | Sucesso (ASOG)      | Aguardando Designação            |
| B1058 | F9      | 15                  | 17 December 2022                                      | F9-192 ♺                                              | Predefinição:Intervalo                                | Starlink x 54 (Group 4-37)                            | Sucesso (39A)             | Sucesso (JRTI)      | Aguardando Designação            |
| B1059 | F9      | 6                   | 5 December 2019                                       | F9-076                                                | —                                                     | Dragon C106 (CRS-19)                                  | Sucesso (40)              | Sucesso (OCISLY)    | Destruído durante falha de pouso |
| B1059 | F9      | 6                   | 7 March 2020                                          | F9-082 ♺                                              | Predefinição:Intervalo                                | Dragon C112 (CRS-20)                                  | Sucesso (40)              | Sucesso (LZ‑1)      | Destruído durante falha de pouso |
| B1059 | F9      | 6                   | 13 June 2020                                          | F9-087 ♺                                              | Predefinição:Intervalo                                | Starlink × 58 (v1.0 L8)                               | Sucesso (40)              | Sucesso (OCISLY)    | Destruído durante falha de pouso |
| B1059 | F9      | 6                   | 30 August 2020                                        | F9-092 ♺                                              | Predefinição:Intervalo                                | SAOCOM 1B                                             | Sucesso (40)              | Sucesso (LZ‑1)      | Destruído durante falha de pouso |
| B1059 | F9      | 6                   | 19 December 2020                                      | F9-103 ♺                                              | Predefinição:Intervalo                                | NROL-108                                              | Sucesso (39A)             | Sucesso (LZ‑1)      | Destruído durante falha de pouso |
| B1059 | F9      | 6                   | 16 February 2021                                      | F9-108 ♺                                              | Predefinição:Intervalo                                | Starlink × 60 (v1.0 L19)                              | Sucesso (40)              | Falhou (OCISLY)     | Destruído durante falha de pouso |
| B1060 | F9      | 15                  | 30 June 2020                                          | F9-088                                                | —                                                     | GPS III SV03 Matthew Henson                           | Sucesso (40)              | Sucesso (JRTI)      | Aguardando Designação            |
| B1060 | F9      | 15                  | 3 September 2020                                      | F9-093 ♺                                              | Predefinição:Intervalo                                | Starlink × 60 (v1.0 L11)                              | Sucesso (39A)             | Sucesso (OCISLY)    | Aguardando Designação            |
| B1060 | F9      | 15                  | 24 October 2020                                       | F9-096 ♺                                              | Predefinição:Intervalo                                | Starlink × 60 (v1.0 L14)                              | Sucesso (40)              | Sucesso (JRTI)      | Aguardando Designação            |
| B1060 | F9      | 15                  | 8 January 2021                                        | F9-104 ♺                                              | Predefinição:Intervalo                                | Türksat 5A                                            | Sucesso (40)              | Sucesso (JRTI)      | Aguardando Designação            |
| B1060 | F9      | 15                  | 4 February 2021                                       | F9-107 ♺                                              | Predefinição:Intervalo                                | Starlink × 60 (v1.0 L18)                              | Sucesso (40)              | Sucesso (OCISLY)    | Aguardando Designação            |
| B1060 | F9      | 15                  | 24 March 2021                                         | F9-112 ♺                                              | Predefinição:Intervalo                                | Starlink × 60 (v1.0 L22)                              | Sucesso (40)              | Sucesso (OCISLY)    | Aguardando Designação            |
| B1060 | F9      | 15                  | 29 April 2021                                         | F9-115 ♺                                              | Predefinição:Intervalo                                | Starlink × 60 (v1.0 L24)                              | Sucesso (40)              | Sucesso (JRTI)      | Aguardando Designação            |
| B1060 | F9      | 15                  | 30 June 2021                                          | F9-123 ♺                                              | Predefinição:Intervalo                                | Transporter-2                                         | Sucesso (40)              | Sucesso (LZ‑1)      | Aguardando Designação            |
| B1060 | F9      | 15                  | 2 December 2021                                       | F9-130 ♺                                              | Predefinição:Intervalo                                | Starlink × 48 (Group 4-3)                             | Sucesso (40)              | Sucesso (ASOG)      | Aguardando Designação            |
| B1060 | F9      | 15                  | 19 January 2022                                       | F9-137 ♺                                              | Predefinição:Intervalo                                | Starlink × 49 (Group 4-6)                             | Sucesso (39A)             | Sucesso (ASOG)      | Aguardando Designação            |
| B1060 | F9      | 15                  | 3 March 2022                                          | F9-143 ♺                                              | Predefinição:Intervalo                                | Starlink × 47 (Group 4-9)                             | Sucesso (39A)             | Sucesso (JRTI)      | Aguardando Designação            |
| B1060 | F9      | 15                  | 21 April 2022                                         | F9-149 ♺                                              | Predefinição:Intervalo                                | Starlink × 53 (Group 4-14)                            | Sucesso (40)              | Sucesso (JRTI)      | Aguardando Designação            |
| B1060 | F9      | 15                  | 17 June 2022                                          | F9-158 ♺                                              | Predefinição:Intervalo                                | Starlink × 53 (Group 4-19)                            | Sucesso (39A)             | Sucesso (ASOG)      | Aguardando Designação            |
| B1060 | F9      | 15                  | 8 October 2022                                        | F9-180 ♺                                              | Predefinição:Intervalo                                | Galaxy 33 & 34                                        | Sucesso (40)              | Sucesso (ASOG)      | Aguardando Designação            |
| B1060 | F9      | 15                  | 3 January 2023                                        | F9-195 ♺                                              | Predefinição:Intervalo                                | Transporter-6                                         | Sucesso (40)              | Sucesso (LZ‑1)      | Aguardando Designação            |
| B1061 | F9      | 11                  | 15 November 2020                                      | F9-098                                                | —                                                     | Dragon C207 Resilience (Crew-1)                       | Sucesso (39A)             | Sucesso (JRTI)      | Aguardando lançamento            |
| B1061 | F9      | 11                  | 23 April 2021                                         | F9-114 ♺                                              | Predefinição:Intervalo                                | Dragon C206 Endeavour (Crew-2)                        | Sucesso (39A)             | Sucesso (OCISLY)    | Aguardando lançamento            |
| B1061 | F9      | 11                  | 6 June 2021                                           | F9-121 ♺                                              | Predefinição:Intervalo                                | SXM-8                                                 | Sucesso (40)              | Sucesso (JRTI)      | Aguardando lançamento            |
| B1061 | F9      | 11                  | 29 August 2021                                        | F9-124 ♺                                              | Predefinição:Intervalo                                | Dragon C208 (CRS-23)                                  | Sucesso (39A)             | Sucesso (ASOG)      | Aguardando lançamento            |
| B1061 | F9      | 11                  | 9 December 2021                                       | F9-131 ♺                                              | Predefinição:Intervalo                                | IXPE                                                  | Sucesso (39A)             | Sucesso (JRTI)      | Aguardando lançamento            |
| B1061 | F9      | 11                  | 3 February 2022                                       | F9-140 ♺                                              | Predefinição:Intervalo                                | Starlink × 49 (Group 4-7)                             | Sucesso (39A)             | Sucesso (ASOG)      | Aguardando lançamento            |
| B1061 | F9      | 11                  | 1 April 2022                                          | F9-146 ♺                                              | Predefinição:Intervalo                                | Transporter-4                                         | Sucesso (40)              | Sucesso (JRTI)      | Aguardando lançamento            |
| B1061 | F9      | 11                  | 25 May 2022                                           | F9-156 ♺                                              | Predefinição:Intervalo                                | Transporter-5                                         | Sucesso (40)              | Sucesso (LZ‑1)      | Aguardando lançamento            |
| B1061 | F9      | 11                  | 19 June 2022                                          | F9-160 ♺                                              | Predefinição:Intervalo                                | Globalstar FM15                                       | Sucesso (40)              | Sucesso (JRTI)      | Aguardando lançamento            |
| B1061 | F9      | 11                  | 12 August 2022                                        | F9-170 ♺                                              | Predefinição:Intervalo                                | Starlink × 46 (Group 3-3)                             | Sucesso (4E)              | Sucesso (OCISLY)    | Aguardando lançamento            |
| B1061 | F9      | 11                  | 30 December 2022                                      | F9-194 ♺                                              | Predefinição:Intervalo                                | EROS-C3                                               | Sucesso (4E)              | Sucesso (LZ‑4)      | Aguardando lançamento            |
| B1061 | F9      | Planejado           | 2 March 2023                                          | F9-xxx ♺                                              | Predefinição:Intervalo                                | Starlink × 51 (Group 2-7)                             | Planejado (4E)            | Planejado (OCISLY)  | Aguardando lançamento            |
| B1062 | F9      | 12                  | 5 November 2020                                       | F9-097                                                | —                                                     | GPS III SV04 Sacagawea                                | Sucesso (40)              | Sucesso (OCISLY)    | Recondicionado                   |
| B1062 | F9      | 12                  | 17 June 2021                                          | F9-122 ♺                                              | Predefinição:Intervalo                                | GPS III SV05 Neil Armstrong                           | Sucesso (40)              | Sucesso (JRTI)      | Recondicionado                   |
| B1062 | F9      | 12                  | 16 September 2021                                     | F9-126 ♺                                              | Predefinição:Intervalo                                | Dragon C207 Resilience (Inspiration4)                 | Sucesso (39A)             | Sucesso (JRTI)      | Recondicionado                   |
| B1062 | F9      | 12                  | 6 January 2022                                        | F9-135 ♺                                              | Predefinição:Intervalo                                | Starlink × 49 (Group 4-5)                             | Sucesso (39A)             | Sucesso (ASOG)      | Recondicionado                   |
| B1062 | F9      | 12                  | 8 April 2022                                          | F9-147 ♺                                              | Predefinição:Intervalo                                | Dragon C206 Endeavour (Axiom-1)                       | Sucesso (39A)             | Sucesso (ASOG)      | Recondicionado                   |
| B1062 | F9      | 12                  | 29 April 2022                                         | F9-151 ♺                                              | Predefinição:Intervalo                                | Starlink x 53 (Group 4-16)                            | Sucesso (40)              | Sucesso (JRTI)      | Recondicionado                   |
| B1062 | F9      | 12                  | 8 June 2022                                           | F9-157 ♺                                              | Predefinição:Intervalo                                | Nilesat-301                                           | Sucesso (40)              | Sucesso (JRTI)      | Recondicionado                   |
| B1062 | F9      | 12                  | 24 July 2022                                          | F9-167 ♺                                              | Predefinição:Intervalo                                | Starlink × 53 (Group 4-25)                            | Sucesso (39A)             | Sucesso (ASOG)      | Recondicionado                   |
| B1062 | F9      | 12                  | 19 August 2022                                        | F9-171 ♺                                              | Predefinição:Intervalo                                | Starlink × 53 (Group 4-27)                            | Sucesso (40)              | Sucesso (ASOG)      | Recondicionado                   |
| B1062 | F9      | 12                  | 20 October 2022                                       | F9-182 ♺                                              | Predefinição:Intervalo                                | Starlink × 54 (Group 4-36)                            | Sucesso (40)              | Sucesso (ASOG)      | Recondicionado                   |
| B1062 | F9      | 12                  | 28 December 2022                                      | F9-193 ♺                                              | Predefinição:Intervalo                                | Starlink × 54 (Group 5-1)                             | Sucesso (40)              | Sucesso (ASOG)      | Recondicionado                   |
| B1062 | F9      | 12                  | 12 February 2023                                      | F9-203 ♺                                              | Predefinição:Intervalo                                | Starlink × 55 (Group 5-4)                             | Sucesso (40)              | Sucesso (ASOG)      | Recondicionado                   |
| B1063 | F9      | 9                   | 21 November 2020                                      | F9-099                                                | —                                                     | Sentinel-6 Michael Freilich                           | Sucesso (4E)              | Sucesso (LZ‑4)      | Recondicionado                   |
| B1063 | F9      | 9                   | 26 May 2021                                           | F9-119 ♺                                              | Predefinição:Intervalo                                | Starlink × 60 (v1.0 L28)                              | Sucesso (40)              | Sucesso (JRTI)      | Recondicionado                   |
| B1063 | F9      | 9                   | 24 November 2021                                      | F9-129 ♺                                              | Predefinição:Intervalo                                | DART                                                  | Sucesso (4E)              | Sucesso (OCISLY)    | Recondicionado                   |
| B1063 | F9      | 9                   | 25 February 2022                                      | F9-142 ♺                                              | Predefinição:Intervalo                                | Starlink × 50 (Group 4-11)                            | Sucesso (4E)              | Sucesso (OCISLY)    | Recondicionado                   |
| B1063 | F9      | 9                   | 14 May 2022                                           | F9-153 ♺                                              | Predefinição:Intervalo                                | Starlink × 53 (Group 4-13)                            | Sucesso (4E)              | Sucesso (OCISLY)    | Recondicionado                   |
| B1063 | F9      | 9                   | 11 July 2022                                          | F9-163 ♺                                              | Predefinição:Intervalo                                | Starlink × 46 (Group 3-1)                             | Sucesso (4E)              | Sucesso (OCISLY)    | Recondicionado                   |
| B1063 | F9      | 9                   | 31 August 2022                                        | F9-173 ♺                                              | Predefinição:Intervalo                                | Starlink × 46 (Group 3-4)                             | Sucesso (4E)              | Sucesso (OCISLY)    | Recondicionado                   |
| B1063 | F9      | 9                   | 28 October 2022                                       | F9-183 ♺                                              | Predefinição:Intervalo                                | Starlink × 53 (Group 4-31)                            | Sucesso (4E)              | Sucesso (OCISLY)    | Recondicionado                   |
| B1063 | F9      | 9                   | 17 February 2023                                      | F9-204 ♺                                              | Predefinição:Intervalo                                | Starlink × 51 (Group 2-5)                             | Sucesso (4E)              | Sucesso (OCISLY)    | Recondicionado                   |
| B1064 | FH side | 2                   | 1 November 2022                                       | FH-004                                                | —                                                     | USSF-44                                               | Sucesso (39A)             | Sucesso (LZ‑1)      | Aguardando lançamento            |
| B1064 | FH side | 2                   | 15 January 2023                                       | FH-005 ♺                                              | Predefinição:Intervalo                                | USSF-67                                               | Sucesso (39A)             | Sucesso (LZ‑2)      | Aguardando lançamento            |
| B1064 | FH side | Planejado           | June 2023                                             | FH-xxx ♺                                              | Predefinição:Intervalo                                | USSF-52                                               | Planejado (39A)           | Planejado (Unknown) | Aguardando lançamento            |
| B1065 | FH side | 2                   | 1 November 2022                                       | FH-004                                                | —                                                     | USSF-44                                               | Sucesso (39A)             | Sucesso (LZ‑2)      | Aguardando lançamento            |
| B1065 | FH side | 2                   | 15 January 2023                                       | FH-005 ♺                                              | Predefinição:Intervalo                                | USSF-67                                               | Sucesso (39A)             | Sucesso (LZ‑1)      | Aguardando lançamento            |
| B1065 | FH side | Planejado           | June 2023                                             | FH-xxx ♺                                              | Predefinição:Intervalo                                | USSF-52                                               | Planejado (39A)           | Planejado (Unknown) | Aguardando lançamento            |
| B1066 | FH core | 1                   | 1 November 2022                                       | FH-004                                                | —                                                     | USSF-44                                               | Sucesso (39A)             | Sem tentativa       | Gasto                            |
| B1067 | F9      | 9                   | 3 June 2021                                           | F9-120                                                | —                                                     | Dragon C209 (CRS-22)                                  | Sucesso (39A)             | Sucesso (OCISLY)    | Aguardando Designação            |
| B1067 | F9      | 9                   | 11 November 2021                                      | F9-127 ♺                                              | Predefinição:Intervalo                                | Dragon C210 Endurance (Crew-3)                        | Sucesso (39A)             | Sucesso (ASOG)      | Aguardando Designação            |
| B1067 | F9      | 9                   | 19 December 2021                                      | F9-133 ♺                                              | Predefinição:Intervalo                                | Türksat 5B                                            | Sucesso (40)              | Sucesso (ASOG)      | Aguardando Designação            |
| B1067 | F9      | 9                   | 27 April 2022                                         | F9-150 ♺                                              | Predefinição:Intervalo                                | Dragon C212 Freedom (Crew-4)                          | Sucesso (39A)             | Sucesso (ASOG)      | Aguardando Designação            |
| B1067 | F9      | 9                   | 14 July 2022                                          | F9-164 ♺                                              | Predefinição:Intervalo                                | Dragon C208 (CRS-25)                                  | Sucesso (39A)             | Sucesso (ASOG)      | Aguardando Designação            |
| B1067 | F9      | 9                   | 19 September 2022                                     | F9-176 ♺                                              | Predefinição:Intervalo                                | Starlink × 54 (Group 4-34)                            | Sucesso (40)              | Sucesso (JRTI)      | Aguardando Designação            |
| B1067 | F9      | 9                   | 3 November 2022                                       | F9-184 ♺                                              | Predefinição:Intervalo                                | Hotbird 13G                                           | Sucesso (40)              | Sucesso (JRTI)      | Aguardando Designação            |
| B1067 | F9      | 9                   | 16 December 2022                                      | F9-191 ♺                                              | Predefinição:Intervalo                                | O3b mPOWER 1 & 2                                      | Sucesso (40)              | Sucesso (ASOG)      | Aguardando Designação            |
| B1067 | F9      | 9                   | 26 January 2023                                       | F9-199 ♺                                              | Predefinição:Intervalo                                | Starlink × 56 (Group 5-2)                             | Sucesso (40)              | Sucesso (JRTI)      | Aguardando Designação            |
| B1068 | FH core | 1                   | 1 May 2023                                            | FH-xxx                                                | —                                                     | ViaSat-3 Americas                                     | Sucesso (39A)             | Sem tentativa       | Gasto                            |
| B1069 | F9      | 5                   | 21 December 2021                                      | F9-134                                                | —                                                     | Dragon C209 (CRS-24)                                  | Sucesso (39A)             | Sucesso (JRTI)      | Recondicionado                   |
| B1069 | F9      | 5                   | 28 August 2022                                        | F9-172 ♺                                              | Predefinição:Intervalo                                | Starlink × 54 (Group 4-23)                            | Sucesso (40)              | Sucesso (ASOG)      | Recondicionado                   |
| B1069 | F9      | 5                   | 15 October 2022                                       | F9-181 ♺                                              | Predefinição:Intervalo                                | Hotbird 13F and 2 Adidas Al Rihla                     | Sucesso (40)              | Sucesso (JRTI)      | Recondicionado                   |
| B1069 | F9      | 5                   | 8 December 2022                                       | F9-188 ♺                                              | Predefinição:Intervalo                                | OneWeb #15                                            | Sucesso (39A)             | Sucesso (LZ‑1)      | Recondicionado                   |
| B1069 | F9      | 5                   | 2 February 2023                                       | F9-201 ♺                                              | Predefinição:Intervalo                                | Starlink × 53 (Group 5-3)                             | Sucesso (39A)             | Sucesso (ASOG)      | Recondicionado                   |
| B1070 | FH core | 1                   | 15 January 2023                                       | FH-005                                                | —                                                     | USSF-67                                               | Sucesso (39A)             | Sem tentativa       | Gasto                            |
| B1071 | F9      | 7                   | 2 February 2022                                       | F9-139                                                | —                                                     | NROL-87                                               | Sucesso (4E)              | Sucesso (LZ‑4)      | Recondicionado                   |
| B1071 | F9      | 7                   | 17 April 2022                                         | F9-148 ♺                                              | Predefinição:Intervalo                                | NROL-85                                               | Sucesso (4E)              | Sucesso (LZ‑4)      | Recondicionado                   |
| B1071 | F9      | 7                   | 18 June 2022                                          | F9-159 ♺                                              | Predefinição:Intervalo                                | SARah-1                                               | Sucesso (4E)              | Sucesso (LZ‑4)      | Recondicionado                   |
| B1071 | F9      | 7                   | 22 July 2022                                          | F9-166 ♺                                              | Predefinição:Intervalo                                | Starlink × 46 (Group 3-2)                             | Sucesso (4E)              | Sucesso (OCISLY)    | Recondicionado                   |
| B1071 | F9      | 7                   | 5 October 2022                                        | F9-179 ♺                                              | Predefinição:Intervalo                                | Starlink × 52 (Group 4-29)                            | Sucesso (4E)              | Sucesso (OCISLY)    | Recondicionado                   |
| B1071 | F9      | 7                   | 16 December 2022                                      | F9-190 ♺                                              | Predefinição:Intervalo                                | SWOT                                                  | Sucesso (4E)              | Sucesso (LZ‑4)      | Recondicionado                   |
| B1071 | F9      | 7                   | 31 January 2023                                       | F9-200 ♺                                              | Predefinição:Intervalo                                | Starlink × 49 (Group 2-6) + ION SCV009                | Sucesso (4E)              | Sucesso (OCISLY)    | Recondicionado                   |
| B1072 | FH side | Planejado           | 10 October 2023                                       | FH-xxx                                                | —                                                     | Psyche                                                | Planejado (39A)           | Planejado (LZ‑1)    | Aguardando lançamento            |
| B1073 | F9      | 6                   | 14 May 2022                                           | F9-154                                                | —                                                     | Starlink × 53 (Group 4-15)                            | Sucesso (40)              | Sucesso (JRTI)      | Recondicionado                   |
| B1073 | F9      | 6                   | 29 June 2022                                          | F9-161 ♺                                              | Predefinição:Intervalo                                | SES-22                                                | Sucesso (40)              | Sucesso (ASOG)      | Recondicionado                   |
| B1073 | F9      | 6                   | 10 August 2022                                        | F9-169 ♺                                              | Predefinição:Intervalo                                | Starlink × 52 (Group 4-26)                            | Sucesso (39A)             | Sucesso (ASOG)      | Recondicionado                   |
| B1073 | F9      | 6                   | 24 September 2022                                     | F9-177 ♺                                              | Predefinição:Intervalo                                | Starlink × 52 (Group 4-35)                            | Sucesso (40)              | Sucesso (ASOG)      | Recondicionado                   |
| B1073 | F9      | 6                   | 11 December 2022                                      | F9-189 ♺                                              | Predefinição:Intervalo                                | HAKUTO-R Mission 1                                    | Sucesso (40)              | Sucesso (LZ‑2)      | Recondicionado                   |
| B1073 | F9      | 6                   | 7 February 2023                                       | F9-202 ♺                                              | Predefinição:Intervalo                                | Amazonas Nexus                                        | Sucesso (40)              | Sucesso (JRTI)      | Recondicionado                   |
| B1073 | F9      | Planos não públicos | Unknown number of Falcon 9 launches before conversion | Unknown number of Falcon 9 launches before conversion | Unknown number of Falcon 9 launches before conversion | Unknown number of Falcon 9 launches before conversion | Planejado (Unknown)       | Planejado (Unknown) | Recondicionado                   |
| B1073 | FH side | Planejado           | H1 2023                                               | FH-xxx ♺                                              | TBD                                                   | Jupiter-3 (EchoStar-24)                               | Planejado (39A)           | Planejado (Unknown) | Recondicionado                   |
| B1074 | FH core | Planejado           | 10 October 2023                                       | FH-xxx                                                | —                                                     | Psyche                                                | Planejado (39A)           | Sem tentativa       | Aguardando lançamento            |
| B1075 | F9      | 1                   | 19 January 2023                                       | F9-198                                                | —                                                     | Starlink × 51 (Group 2-4)                             | Sucesso (4E)              | Sucesso (OCISLY)    | Aguardando Designação            |
| B1075 | F9      | Planos não públicos | Unknown number of Falcon 9 launches before conversion | Unknown number of Falcon 9 launches before conversion | Unknown number of Falcon 9 launches before conversion | Unknown number of Falcon 9 launches before conversion | Planejado (Unknown)       | Planejado (Unknown) | Aguardando Designação            |
| B1075 | FH side | Planejado           | 10 October 2023                                       | FH-xxx ♺                                              | TBD                                                   | Psyche                                                | Planejado (39A)           | Planejado (LZ‑2)    | Aguardando Designação            |
| B1076 | F9      | 3                   | 26 November 2022                                      | F9-187                                                | —                                                     | Dragon C211 (CRS-26)                                  | Sucesso (39A)             | Sucesso (JRTI)      | Pousou no ASOG                   |
| B1076 | F9      | 3                   | 10 January 2023                                       | F9-196 ♺                                              | Predefinição:Intervalo                                | OneWeb Flight #16                                     | Sucesso (40)              | Sucesso (LZ‑1)      | Pousou no ASOG                   |
| B1076 | F9      | 3                   | 27 February 2023                                      | F9-206 ♺                                              | Predefinição:Intervalo                                | Starlink v2 × 21 (Group 6-1)                          | Sucesso (40)              | Sucesso (ASOG)      | Pousou no ASOG                   |
| B1076 | F9      | Planos não públicos | Unknown number of Falcon 9 launches before conversion | Unknown number of Falcon 9 launches before conversion | Unknown number of Falcon 9 launches before conversion | Unknown number of Falcon 9 launches before conversion | Unknown                   | Planejado (Unknown) | Pousou no ASOG                   |
| B1076 | FH side | Planejado           | H1 2023                                               | FH-xxx ♺                                              | TBD                                                   | Jupiter-3 (EchoStar-24)                               | Planejado (39A)           | Planejado (Unknown) | Pousou no ASOG                   |
| B1077 | F9      | 3                   | 5 October 2022                                        | F9-178                                                | —                                                     | Dragon C210 Endurance (Crew-5)                        | Sucesso (39A)             | Sucesso (JRTI)      | Recondicionado                   |
| B1077 | F9      | 3                   | 18 January 2023                                       | F9-197 ♺                                              | Predefinição:Intervalo                                | GPS III SV06 Amelia Earhart                           | Sucesso (40)              | Sucesso (ASOG)      | Recondicionado                   |
| B1077 | F9      | 3                   | 18 February 2023                                      | F9-205 ♺                                              | Predefinição:Intervalo                                | Inmarsat 6-F2                                         | Sucesso (40)              | Sucesso (JRTI)      | Recondicionado                   |
| B1078 | F9      | 1                   | 2 March 2023                                          | F9-207                                                | —                                                     | Dragon C206 Endeavour (Crew-6)                        | Sucesso (39A)             | Sucesso (JRTI)      | Pousou no JRTI                   |
| B1079 | FH core | Planejado           | June 2023                                             | FH-xxx                                                | —                                                     | USSF-52                                               | Planejado (39A)           | Sem tentativa       | Aguardando Teste                 |

1. ↑  Boosters that are still likely to be re-used (active fleet) or have yet to be used are highlighted in bold.
2. ↑  Entries with colored background and ♺ symbol denote flights using refurbished boosters from previous flights.
3. ↑  Mission names are presented in parentheses when applicable.
4. ↑  Entries with colored background are presumed available as active fleet: those which have not been Gasto, Destruído ou officialmente Aposentado.
5. ↑  B1049 flew on an older Block 4 interstage on its last flight (probably a spare interstage), since it donated it's interstage to B1052 after its penultimate flight.[80][96][97]
6. ↑  B1050 performed a controlled ocean landing near the coast, and was then recovered from the water and Sucateado for parts.
7. ↑  B1052 is using the interstage from B1049 donated after that booster's penultimate flight.[80][96][119]
8. ↑  Falcon Heavy core B1055 landed safely, but later fell over on the drone ship platform during transit back to Cape Canaveral in rough seas. At the time, the engines were described as perhaps recoverable, the status of the other components of the booster was not stated.[128]
9. ↑  Falcon 9 B1059 had a hole in one of its "boots" (protective thermal blankets) which lead to one of the engines catching fire and shutting down during re-entry and the booster impacted the ocean.
10. ↑  Soccer balls were carried on a suborbital mission inside B1069

 means the booster has this logo on it.
The logo is not being used in this table to signify that the booster is owned by NASA nor does it signify the booster is exclusively or partly used by NASA.

 indicates crewed launch under Commercial Crew Program (CCP).
Adjacent logos are mission patches.
1. ↑  Baylor, Michael (19 de julho de 2018). «SpaceX to attempt five recoveries in less than two weeks as fleet activity ramps up». NASASpaceFlight.com. Consultado em 2 de agosto de 2018
2. 1 2 3 4  Ralph, Eric (5 de junho de 2018). «SpaceX will transition all launches to Falcon 9 Block 5 rockets after next mission». Teslarati. Consultado em 5 de junho de 2018
3. ↑  Baylor, Michael (17 de maio de 2018). «With Block 5, SpaceX to increase launch cadence and lower prices». NASASpaceFlight.com. Consultado em 5 de julho de 2018
4. ↑  Meyer, Jake W. «Cores» (JSON). api.spacexdata.com. Consultado em 16 de agosto de 2018 – via SpaceX Data API
5. 1 2 3  «SpaceX Falcon 9 v1.2 Data Sheet / Falcon 9 v1.1 and v1.2 Flight History». 25 de julho de 2018. Consultado em 28 de julho de 2018
6. ↑  «SpaceX Completes Primary Structure of the Falcon 9 First Stage Tank». 13 de abril de 2007
7. ↑  Clark, Stephen (24 de setembro de 2012). «SpaceX's reusable rocket testbed takes first hop». Spaceflight Now. Consultado em 13 de março de 2018
8. ↑  Clark, Stephen (9 de julho de 2012). «Reusable rocket prototype almost ready for first liftoff». Spaceflight Now. Consultado em 13 de março de 2018
9. 1 2  Klotz, Irene (17 de outubro de 2013). «SpaceX Retires Grasshopper, New Test Rig To Fly in December». Space News. Consultado em 13 de março de 2018. Arquivado do original em 21 de outubro de 2013
10. 1 2  Krebs, Gunter. «Grasshopper/Falcon-9R-Dev». Gunter's Space Page. Consultado em 15 de dezembro de 2018
11. ↑  Boyle, Alan (4 de junho de 2010). «Shuttle successor succeeds in first test flight». MSNBC. Consultado em 5 de junho de 2010
12. ↑  Cowing, Keith (4 de junho de 2010). «Falcon 9 Nails Orbit – First Stage Slams Hard into Atlantic». nasawatch.com. NASA Watch. Consultado em 31 de maio de 2018
13. ↑  Editorial (30 de outubro de 2012). «First Outing for SpaceX». The New York Times. Consultado em 17 de janeiro de 2016
14. ↑  «SpaceX Falcon 9 v1.1 Data Sheet». Consultado em 30 de agosto de 2021
15. ↑  Bergin, Chris (22 de abril de 2014). «Rockets that return home – SpaceX pushing the boundaries». NASASpaceFlight.com. Consultado em 13 de março de 2018
16. ↑  «Commercial Space Data - Launches». FAA. Consultado em 13 de março de 2018. Dates of Grasshopper launches  Este artigo incorpora texto desta fonte, que está no domínio público.
17. ↑  Foust, Jeff (23 de agosto de 2014). «Falcon 9 test vehicle destroyed in accident». New Space Journal. Consultado em 13 de março de 2018
18. 1 2 3 4 5  Krebs, Gunter. «Falcon-9 v1.1(ex)». Gunter's Space Page. Consultado em 22 de maio de 2019
19. ↑  Evans, Ben (3 de agosto de 2014). «SpaceX Prepares to Score Two 'Personal Bests' With AsiaSat-8 Launch». AmericaSpace. Consultado em 13 de julho de 2016
20. ↑  «SpaceX - F9R Development Updates». Spaceflight101. 22 de agosto de 2014. Consultado em 20 de março de 2020. Cópia arquivada em 1 de junho de 2016
21. ↑  Klotz, Irene (19 de fevereiro de 2015). «SpaceX bypassing replacement for lost Falcon 9R landing test vehicle». Portal to the Universe. Consultado em 13 de março de 2018 – via SEN
22. ↑  Jeff Foust (21 de dezembro de 2015). «Falcon 9 Launches Orbcomm Satellites, Lands First Stage». SpaceNews. Consultado em 22 de dezembro de 2015. the first time SpaceX had successfully landed the rocket's first stage.
23. ↑  Clark, Stephen (21 de dezembro de 2015). «SpaceX puts historic flown rocket on permanent display». Spaceflight Insider. Consultado em 4 de novembro de 2017
24. ↑  Masunaga, Samantha (22 de agosto de 2016). «You can visit the first SpaceX rocket booster that blasted off and came back». Los Angeles Times
25. ↑  «Banged-Up Drone Ship pulls into Port after latest Falcon 9 Landing Attempt». Spaceflight 101. 9 de março de 2016. Consultado em 19 de novembro de 2017
26. 1 2  «First Falcon 9 Re-Flight Achieves Successful Launch, Landing and Payload Fairing Recovery». Spaceflight 101. 31 de março de 2017. Consultado em 5 de novembro de 2017
27. ↑  Kelly, Emre (4 de novembro de 2017). «Historic SpaceX Falcon 9 rocket returns home to Port Canaveral». Florida Today. Consultado em 23 de abril de 2017
28. ↑  Dean, James (26 de maio de 2017). «SpaceX booster may be displayed near Port Canaveral, Air Force Station». Florida Today
29. ↑  John Kraus [@johnkrausphotos]. «Take a walk through Hangar E at Cape Canaveral Air Force Station, where Falcon 9 B1021 is on display. This booster launched CRS-8 and SES-10, and was the first to land on a droneship, and first to be re-flown.» (Tweet)  – via Twitter Em falta ou vazio |data= (ajuda)
30. ↑  Masunaga, Samantha (30 de agosto de 2016). «SpaceX signs first customer for launch of a reused rocket». Los Angeles Times. Consultado em 30 de agosto de 2016
31. ↑  Grush, Loren (30 de março de 2017). «SpaceX makes aerospace history with successful launch and landing of used rocket». The Verge. Consultado em 31 de março de 2017
32. ↑  Gebhardt, Chris (12 de abril de 2017). «Falcon Heavy build up begins; SLC-40 pad rebuild progressing well». NASASpaceFlight.com. Consultado em 5 de novembro de 2017
33. ↑  Wall, Mike (27 de maio de 2016). «Three in a Row! SpaceX Lands Rocket on Ship at Sea Yet Again». Space.com. Consultado em 27 de maio de 2016
34. 1 2 3 4 5 6  O'Kane, Sean (7 de fevereiro de 2018). «Here's what's next for SpaceX after Falcon Heavy's first flight». The Verge. Consultado em 7 de fevereiro de 2018
35. ↑  Kelly, Emre (17 de setembro de 2021). «The Space Coast is finally getting its own SpaceX Falcon 9 booster». Florida Today
36. ↑  Kurkowski, Seth (25 de junho de 2022). «Inside Gateway: Kennedy Space Center Visitor Complex's newest attraction». Space Explored. Consultado em 13 de outubro de 2022
37. ↑  Clark, Stephen (15 de junho de 2017). «SpaceX successfully fires satellites into orbit, but loses booster on landing». Spaceflight Now. Consultado em 19 de novembro de 2017
38. ↑  Gebhardt, Chris (11 de novembro de 2017). «SpaceX static fires Zuma Falcon 9; engine test anomaly no issue for manifest». NASASpaceFlight.com. Consultado em 18 de novembro de 2017
39. ↑  «Falcon 9 Rocket lifts Japanese Communications Satellite, aces high-energy Ocean Landing». SpaceFlight101.com. 15 de agosto de 2016
40. ↑  «SpaceX Falcon Heavy (updates and maiden flight) - Page 3 - Science Discussion and News - Neowin». Consultado em 30 de agosto de 2021
41. ↑  «Why did Falcon 9 boosters numbers skip B1027?». 15 de maio de 2017. Consultado em 30 de agosto de 2021
42. ↑  Godwin, Curt (1 de setembro de 2016). «SpaceX set to launch heaviest payload to date as Tropical Storm Hermine looms». SpaceFlight Insider. Consultado em 31 de março de 2017
43. 1 2  «SpaceX Falcon 9 v1.2 Data Sheet/ List by stage 1 serial number». 25 de julho de 2018. Consultado em 28 de julho de 2018
44. 1 2  Malik, Tariq (1 de setembro de 2016). «Launchpad Explosion Destroys SpaceX Falcon 9 Rocket, Satellite in Florida». Space.com. Consultado em 18 de novembro de 2017
45. ↑  Chris Bergin (17 de janeiro de 2017). «Landed Falcon 9 booster sails into Los Angeles». NASASpaceFlight.com
46. ↑  Clark, Stephen (5 de maio de 2017). «Bulgaria's first communications satellite to ride SpaceX's second reused rocket». Spaceflight Now. Consultado em 5 de maio de 2017
47. ↑  Graham, William (23 de junho de 2017). «SpaceX Falcon 9 success with second flight involving BulgariaSat-1 mission». NASASpaceFlight.com. Consultado em 27 de novembro de 2017
48. ↑  EchoStar XXIII Launch. The number 30 is visible just above the engines. 16 de março de 2017. Consultado em 18 de novembro de 2017
49. 1 2 3 4 5 6  Krebs, Gunter. «Falcon-9 Full Thrust(ex) (Falcon(ex))». Gunter's Space Page. Consultado em 16 de abril de 2017
50. ↑  Siceloff, Steven (19 de fevereiro de 2017). «NASA Cargo Headed to Space Station Includes Important Experiments, Equipment». blogs.nasa.gov. Consultado em 19 de fevereiro de 2017  Este artigo incorpora texto desta fonte, que está no domínio público.
51. 1 2  Graham, William (11 de outubro de 2017). «Falcon 9 conducts second launch this week with SES-11 mission». NASASpaceFlight.com. Consultado em 18 de novembro de 2017
52. ↑  Bergin, Chris (25 de abril de 2017). «SpaceX Static Fire spy sat rocket and prepare to test Falcon Heavy core». NASASpaceFlight.com. Consultado em 3 de maio de 2017
53. ↑  @ChrisG_NSF (8 de fevereiro de 2018). «So the #Falcon9 1st stage for #GovSat1 that soft landed in the ocean and survived... @NASASpaceflight has confirmed that the Air Force conducted a scuttling operation to destroy it as there was no safe way to get it back to Port. (Photo credit: #SpaceX)» (Tweet)  – via Twitter
54. ↑  Clark, Stephen (11 de janeiro de 2018). «After Zuma, SpaceX keeps pace in preps for next Falcon 9 launch». Spaceflight Now. Consultado em 11 de janeiro de 2018. SES officials confirmed this week that satellite and rocket preps are on track for January 30. A recycled Falcon 9 booster stage that first flew 1 May with the U.S. government's classified NROL-76 payload will hoist the GovSat 1 spacecraft toward orbit, and a factory-fresh second stage will finish the job.
55. ↑  «Elon Musk Explains Why SpaceX's Falcon Heavy Core Booster Crashed». Space.com. 14 de fevereiro de 2018
56. ↑  Bergin, Chris (3 de maio de 2017). «SpaceX improving launch cadence, testing new goals». NASASpaceFlight.com. Consultado em 5 de maio de 2017
57. ↑  Gebhardt, Chris (28 de maio de 2017). «SpaceX static fires CRS-11 Falcon 9 Sunday ahead of ISS mission». NASASpaceflight.com. Consultado em 30 de maio de 2017
58. ↑  Old Falcon 9 rockets done firing their engines will now inflame imaginations, Ars Technica.
59. ↑  «SpaceX delivers Falcon 9 rocket for Space Center Houston display». collectspace.com. 4 de março de 2020. Consultado em 4 de março de 2020
60. ↑  Graham, William (14 de dezembro de 2017). «Flight proven Falcon 9 launches previously flown Dragon to ISS». NASASpaceFlight.com. Consultado em 15 de dezembro de 2017
61. ↑  «SpaceX launches and lands its first used rocket for NASA». The Verge. 15 de dezembro de 2017. Consultado em 15 de dezembro de 2017
62. ↑  Graham, William (24 de junho de 2017). «SpaceX Doubleheader Part 2 – Falcon 9 conducts Iridium NEXT-2 launch». NASASpaceFlight.com. Consultado em 3 de julho de 2017
63. ↑  Gebhardt, Chris (19 de outubro de 2017). «Iridium-4 switches to flight-proven Falcon 9, RTLS at Vandenberg delayed». NASASpaceFlight.com. Consultado em 19 de outubro de 2017
64. ↑  Bergin, Chris (29 de junho de 2017). «SpaceX returns two boosters, fires up a third for Static Fire test». NASASpaceFlight.com. Consultado em 2 de julho de 2017
65. ↑  «Formosat 5 program description». National Space Organization. Consultado em 10 de maio de 2014
66. ↑  Graham, William (14 de agosto de 2017). «SpaceX Falcon 9 launches CRS-12 Dragon mission to the ISS». NASASpaceFlight.com. Consultado em 14 de agosto de 2017
67. 1 2 3  Krebs, Gunter. «Falcon-9 v1.2 (Falcon-9FT)». Gunter's Space Page. Consultado em 19 de novembro de 2018
68. ↑  Graham, William (2 de abril de 2018). «CRS-14: SpaceX Falcon 9 conducts second flight with previously flown Dragon». NASASpaceFlight.com. Consultado em 4 de abril de 2018
69. ↑  Graham, William (6 de setembro de 2017). «SpaceX launches first X-37B launch with a Falcon 9». NASASpaceFlight.com. Consultado em 27 de novembro de 2017
70. ↑  Graham, William (3 de junho de 2018). «Falcon 9 conducts SES-12 night launch from Cape Canaveral». NASASpaceFlight.com. Consultado em 5 de junho de 2018
71. ↑  Dean, James (4 de junho de 2018). «SpaceX Falcon 9 delivers massive commercial satellite to orbit from Cape Canaveral». Florida Today. Consultado em 4 de junho de 2018
72. ↑  Bergin, Chris (25 de setembro de 2017). «SpaceX realign near-term manifest ahead of double launch salvo». NASASpaceFlight.com. Consultado em 3 de outubro de 2017
73. ↑  «SpaceX launch adds another 10 satellites to Iridium Next fleet». 9 de outubro de 2017. Consultado em 1 de abril de 2018
74. 1 2  Atkinson, Ian (24 de março de 2018). «Falcon 9 conducts static fire test ahead of the fifth Iridium NEXT mission». NASASpaceFlight.com. Consultado em 27 de março de 2018
75. ↑  «Live coverage: Falcon 9 rocket lifts off with fifth set of Iridium Next satellites». 30 de março de 2017. Consultado em 1 de abril de 2018
76. ↑  Graham, William (30 de outubro de 2017). «SpaceX Falcon 9 successfully launches Koreasat 5A». NASASpaceFlight.com. Consultado em 30 de outubro de 2017
77. ↑  Gebhardt, Chris (16 de outubro de 2017). «SpaceX adds mystery "Zuma" mission, Iridium-4 aims for Vandenberg landing». NASASpaceFlight.com. Consultado em 17 de outubro de 2017
78. ↑  Shotwell, Gwynne (9 de janeiro de 2018). «Statement From Gwynne Shotwell, President and COO of SpaceX on Zuma Launch». SpaceRef. Consultado em 12 de janeiro de 2018
79. ↑  Clark, Stephen (29 de junho de 2018). «SpaceX launches AI-enabled robot companion, vegetation monitor to space station». Spaceflight Now. Consultado em 4 de julho de 2018
80. 1 2 3  «Eutelsat 10B | Falcon 9 Block 5». 23 de novembro de 2022
81. 1 2  «Falcon 9 Block 5 | Starlink Group 4-20 and Varuna-TDM». nextspaceflight.com (em inglês). Consultado em 8 de janeiro de 2023
82. 1 2 3  Krebs, Gunter. «Falcon-9 v1.2 (Block 5) (Falcon-9FT (Block 5))». Gunter's Space Page. Consultado em 9 de novembro de 2018
83. ↑  Ralph, Eric (27 de julho de 2018). «SpaceX's first Falcon 9 Block 5 reuse will also be its quickest drone ship turnaround». Teslarati. Consultado em 27 de julho de 2018
84. ↑  Foust, Jeff (8 de outubro de 2018). «Debating reusability». The Space Review. Consultado em 9 de outubro de 2018
85. ↑  @NASA (6 de janeiro de 2020). «.@SpaceX is targeting no earlier than Saturday, January 18, for an In-Flight Abort Test of the #CrewDragon spacecraft. This is one of the final major tests before @Commercial_Crew astronauts will fly to the @Space_Station aboard the spacecraft:  go.nasa.gov/2R4HhUL» (Tweet). Consultado em 7 de janeiro de 2020 – via Twitter   Este artigo incorpora texto desta fonte, que está no domínio público.
86. ↑    - @SpaceXUpdates (21 de fevereiro de 2019). «Fourth flight of B1048 is scheduled for April 2019. CRS-17? or another mission?» (Tweet). Consultado em 22 de fevereiro de 2019 – via Twitter
  - @elonmusk (21 de fevereiro de 2019). «Crew Dragon high altitude abort test» (Tweet). Consultado em 22 de fevereiro de 2019 – via Twitter
87. 1 2  Ralph, Eric (13 de junho de 2018). «SpaceX's third Block 5 rocket heads to Texas test site as launch marathon nears». Teslarati. Consultado em 13 de junho de 2018
88. ↑  Graham, William (15 de novembro de 2018). «SpaceX Falcon 9 launches Es'Hail-2 from 39A». NASASpaceFlight.com. Consultado em 1 de março de 2019
89. ↑  Bergin, Chris (2 de agosto de 2019). «SpaceX present to future: From retesting boosters to planning a Starship pad». NASASpaceFlight.com. Consultado em 2 de agosto de 2019
90. ↑  «Falcon 9 Block 5 | AMOS-17». nextspaceflight.com. Consultado em 22 de julho de 2019
91. ↑  @SpaceXUpdates. «AMOS-17 is a big one. At 6,500kg, we're not gonna be seeing a booster recovery.» (Tweet)  – via Twitter Em falta ou vazio |data= (ajuda)
92. ↑  Baylor, Michael (1 de agosto de 2018). «SAOCOM 1A ships to Vandenberg as Falcon 9 prepares for the first west coast RTLS». NASASpaceFlight.com. Consultado em 2 de agosto de 2018
93. ↑  «Nusantara Satu Mission Press Kit» (PDF). Consultado em 20 de fevereiro de 2019
94. ↑  Horack, John (1 de fevereiro de 2019). «Israel's Beresheet is first private spacecraft to shoot for the Moon». The Times of Israel. Consultado em 10 de fevereiro de 2019
95. ↑  «Falcon 9 Block 5 | Starlink V1 L5». nextspaceflight.com. Consultado em 9 de março de 2020
96. 1 2  «SpaceX launches Danuri, South Korea's first mission to the Moon». NASASpaceFlight.com (em inglês). 4 de agosto de 2022. Consultado em 11 de agosto de 2022
97. ↑  @Alexphysics13 (20 de março de 2022). «@chiragp87233561 The only thing I know that is correct there is that B1049 donated its interstage to B1052» (Tweet)  – via Twitter
98. ↑  Krebs, Gunter. «Falcon-9». Gunter's Space Page. Consultado em 5 de agosto de 2018
99. ↑  @IridiumBoss (18 de outubro de 2018). «I understand it's 1049-2» (Tweet). Consultado em 18 de outubro de 2018 – via Twitter
100. ↑  @nextspaceflight (14 de maio de 2019). «The Falcon 9 static fire for #Starlink could be coming up at the top of the hour. 10 PM Eastern was the last T-0 target that I had heard, but I am not sure if that is still the case. The first stage booster is B1049-3.» (Tweet). Consultado em 14 de maio de 2019 – via Twitter
101. ↑  «SpaceX set for record-breaking 2020 manifest». 27 de dezembro de 2019
102. ↑  «Starlink V1 L7». Consultado em 30 de agosto de 2021
103. 1 2  «Falcon-9 v1.2 (Block 5) (Falcon-9FT (Block 5))». GuntersSpacePage. Consultado em 24 de junho de 2020
104. ↑  «Starlink V1 L15». Next Spaceflight
105. ↑  «Falcon 9 Block 5 | Starlink V1 L17». nextspaceflight.com (em inglês). Consultado em 15 de maio de 2021
106. ↑  «Falcon 9 Block 5 | Starlink Group 2-1». nextspaceflight.com (em inglês). Consultado em 14 de outubro de 2021
107. ↑  «SpaceX crew capsule returns to Earth, paving the way for human launches». 8 de março de 2019
108. 1 2 3 4 5  Baylor, Michael (6 de março de 2019). «Falcon Heavy and Starlink headline SpaceX's upcoming manifest». NASASpaceFlight. Consultado em 7 de março de 2019
109. ↑  «Starlink V1 L6». Consultado em 30 de agosto de 2021
110. ↑  «SXM-7 Falcon 9 Block 5». 11 de dezembro de 2020. Consultado em 30 de agosto de 2021
111. ↑  «Falcon 9 Block 5 | Starlink V1 L16». nextspaceflight.com (em inglês). Consultado em 15 de janeiro de 2021
112. ↑  «SpaceX - Launches». spacex.com (em inglês). Consultado em 12 de março de 2021
113. ↑  «Falcon 9 Block 5 | Starlink V1 L27». nextspaceflight.com (em inglês). Consultado em 4 de maio de 2021
114. 1 2  Baylor, Michael. «Upcoming Launches: SpaceX». NextSpaceflight. Consultado em 9 de novembro de 2021
115. ↑  Clark, Stephen (1 de novembro de 2021). «Launch schedule». SpaceFlight Now. Consultado em 4 de novembro de 2021
116. ↑  «SpaceX's next West Coast Starlink launch is heading to an unexpected orbit». 15 de dezembro de 2021
117. ↑  «B1051-14 is a Falcon 9 booster set to fly the Galaxy 31&32 mission». 10 de outubro de 2022. Consultado em 10 de outubro de 2022
118. 1 2 3 4  @Alexphysics13 (16 de janeiro de 2023). «On Arabsat 6A B1052 Pousou no LZ-1 while B1053 Pousou no LZ-2. It's funny because on STP-2 it was the other way around heh» (Tweet)  – via Twitter
119. ↑  @Alexphysics13 (20 de março de 2022). «@chiragp87233561 The only thing I know that is correct there is that B1049 donated its interstage to B1052» (Tweet)  – via Twitter
120. ↑  «CSG-2 Falcon 9 Block 5». 25 de janeiro de 2022. Consultado em 26 de janeiro de 2022
121. ↑  «Starlink Group 4-10 Falcon 9 Block 5». 3 de março de 2022. Consultado em 3 de março de 2022
122. ↑  «Falcon 9 Block 5 | Starlink Group 4-18». nextspaceflight.com (em inglês). Consultado em 13 de maio de 2022
123. ↑  «Falcon 9 Block 5 | KPLO». everydayastronaut.com (em inglês). Consultado em 31 de julho de 2022
124. 1 2 3 4 5 6  «Falcon Heavy | ViaSat-3 Americas & Arcturus». nextspaceflight.com (em inglês). Consultado em 7 de setembro de 2022
125. 1 2 3 4  «SpaceX to set new booster reuse record on Starlink mission». www.nasaspaceflight.com (em inglês). 18 de março de 2022. Consultado em 19 de março de 2021
126. ↑  Baylor, Michael (22 de outubro de 2018). «SpaceX lines up five launches to close out 2018». NASASpaceFlight.com. Consultado em 25 de outubro de 2018
127. ↑  Krebs, Gunter. «Falcon-9 v1.2 (Block 5)(ex) (Falcon-9FT (Block 5)(ex))». Gunter's Space Page. Consultado em 27 de janeiro de 2019
128. ↑  Grush, Loren (15 de abril de 2019). «SpaceX loses the center core of its Falcon Heavy rocket due to choppy seas». The Verge. Consultado em 16 de abril de 2019
129. ↑  Chris G - NSF [@ChrisG_NSF] (4 de maio de 2019). «#NASA says this Falcon 9 might be the first one NASA uses three times (with 2 reflights). Confirms it's the booster for CRS-18 and might be used again for CRS-19. #SpaceX #Falcon9 #Dragon #CRS17» (Tweet). Consultado em 4 de maio de 2018 – via Twitter
130. 1 2  @nextspaceflight. «The CRS-19 mission will use a new first stage, B1059-1. B1056-3, originally penciled in for CRS-19, is now expected to be used for JCSAT, but core assignments are always subject to change. #SpaceX» (Tweet)  – via Twitter Em falta ou vazio |data= (ajuda)
131. ↑  «Falcon 9 Block 5 | Starlink V1 L4». nextspaceflight.com. Consultado em 6 de fevereiro de 2020
132. ↑  «United States Commercial Launch Manifest». 20 de abril de 2020
133. ↑  Wall, Mike (29 de outubro de 2019). «Elon Musk: SpaceX to Launch Vital Crew Dragon Escape System Test Soon». Space.com. Consultado em 6 de novembro de 2019
134. ↑  «Falcon 9 Block 5 | Starlink V1 L12» (em inglês). Consultado em 2 de outubro de 2020
135. 1 2 3  Cooper, Ben (24 de outubro de 2020). «Rocket Launch Viewing Guide for Cape Canaveral». launchphotography.com. Consultado em 24 de outubro de 2020
136. ↑  «Falcon 9 Block 5 | Transporter 1». nextspaceflight.com (em inglês). Consultado em 19 de janeiro de 2021
137. ↑  «Starlink V1 L20». Consultado em 30 de agosto de 2021
138. ↑  @SpaceX (12 de novembro de 2021). «Standing down from today's launch due to weather. Forecast improves to 80% favorable for tomorrow's launch opportunity at 7:19 a.m. EST» (Tweet)  – via Twitter
139. ↑  @TSKelso. «CelesTrak has pre-launch SupTLEs for the #Starlink Group 4-1 launch set for Nov 12 at 1240 UTC of 53 satellites from Cape Canaveral. Deployment is set for 12:55:56.740 UTC, just over 15 minutes after launch.» (Tweet)  – via Twitter Em falta ou vazio |data= (ajuda)
140. ↑  Neal, Mihir (12 de novembro de 2021). «SpaceX poised for Starlink launch from Cape Canaveral». NASASpaceFlight.com (em inglês). Consultado em 12 de novembro de 2021
141. ↑  «Falcon 9 Block 5 | Transporter 3». nextspaceflight.com (em inglês). Consultado em 12 de janeiro de 2022
142. ↑  «Falcon 9 Block 5 | Starlink Group 4-21». nextspaceflight.com (em inglês). Consultado em 26 de maio de 2022
143. ↑  «Falcon 9 Block 5 | Starlink Group 4-2» (em inglês). 8 de setembro de 2022
144. ↑  «United States Commercial Launch Manifest» (em inglês). Consultado em 15 de dezembro de 2022
145. ↑  Joachim Wilhelm Josef Becker (9 de março de 2020). «ISS Expedition 62». SpaceFacts
146. ↑  «NROL 108». Consultado em 26 de outubro de 2020
147. ↑  «Starlink V1 L19». Consultado em 30 de agosto de 2021
148. ↑  @elonmusk. «Yeah. Active fairing half recovered though.» (Tweet)  – via Twitter Em falta ou vazio |data= (ajuda)
149. ↑  «Spaceflight Now: Launch schedule». Consultado em 6 de junho de 2020
150. ↑  Gray, Tyler (3 de setembro de 2020). «SpaceX launches latest Starlink mission». NASASpaceFlight.com (em inglês). Consultado em 15 de maio de 2021
151. ↑  Krebs, Gunter. «Türksat 5A». Gunter's Space Page. Consultado em 9 de novembro de 2017
152. ↑  «Starlink V1 L18». Consultado em 30 de agosto de 2021
153. ↑  «Next Space Flight- Launches». nextspaceflight.com (em inglês)
154. ↑  «Next Space Flight- Launches». nextspaceflight.com (em inglês)
155. ↑  «Next Space Flight- Launches». nextspaceflight.com (em inglês)
156. ↑  «Falcon 9 Block 5 | Starlink Group 4-19». nextspaceflight.com (em inglês). Consultado em 26 de maio de 2022
157. ↑  «Falcon 9 Block 5 | Galaxy 33 & 34». nextspaceflight.com (em inglês). Consultado em 30 de setembro de 2022
158. ↑  Sesnic, Trevor; Kanayama, Lee (5 de junho de 2021). «SpaceX launches 2nd mission in three days with SiriusXM-8». NASASpaceFlight.com. Consultado em 6 de junho de 2021
159. ↑  «SpaceX F9 : Starlink Group 4-7 : KSC LC-39A : 3 February 2022 (18:13 UTC)»
160. ↑  «Falcon 9 Block 5 | Transporter 5». nextspaceflight.com (em inglês). Consultado em 9 de maio de 2022
161. ↑  «Falcon 9 Block 5 | Globalstar-2 M087 & Unknown Payloads». nextspaceflight.com (em inglês). Consultado em 15 de junho de 2022
162. ↑  «Falcon 9 Block 5 | Starlink 3-3». nextspaceflight.com (em inglês). Consultado em 3 de agosto de 2022
163. ↑  «Falcon 9 Block 5 | EROS-C3». nextspaceflight.com (em inglês). Consultado em 14 de dezembro de 2022
164. ↑  «Starlink Group 2-7 | Falcon 9 Block 5». nextspaceflight.com (em inglês). Consultado em 25 de fevereiro de 2023
165. ↑  Clark, Stephen (17 de abril de 2020). «Launch Schedule». Spaceflight Now
166. ↑  @124970MeV. «inspiration 4 will use B1062-3» (Tweet)  – via Twitter Em falta ou vazio |data= (ajuda)
167. ↑  «Starlink Group 4-5 | Falcon 9 Block 5». Everyday Astronaut (em inglês). 4 de janeiro de 2022. Consultado em 6 de janeiro de 2022
168. ↑  «Falcon 9 Block 5 | Nilesat-301». nextspaceflight.com (em inglês). Consultado em 26 de maio de 2022
169. ↑  «Falcon 9 Block 5 | Starlink Group 4-27». nextspaceflight.com (em inglês). Consultado em 3 de agosto de 2022
170. ↑  «Falcon 9 Block 5 | Starlink Group 4-36». nextspaceflight.com (em inglês). Consultado em 21 de setembro de 2022
171. ↑  «Falcon 9 Block 5 | Starlink Group 5-1». nextspaceflight.com (em inglês). Consultado em 19 de dezembro de 2022
172. ↑  «Falcon 9 Block 5 | Starlink Group 5-4». nextspaceflight.com (em inglês). Consultado em 26 de janeiro de 2023
173. ↑  «Starlink v1.0 L28 mission completes first "shell" of satellites for worldwide coverage». 26 de maio de 2021
174. ↑  «DART in transit to Vandenberg Space Force Base ahead of November 2021 launch». 7 de outubro de 2021
175. ↑  «Falcon 9 Block 5 | Starlink Group 4-13». nextspaceflight.com (em inglês). Consultado em 10 de maio de 2022
176. ↑  «Falcon 9 Block 5 | Starlink Group 3-4». nextspaceflight.com (em inglês). Consultado em 3 de agosto de 2022
177. ↑  «Falcon 9 Block 5 | Starlink Group 4-31». nextspaceflight.com (em inglês). Consultado em 21 de outubro de 2022
178. 1 2  @Alexphysics13 (1 de novembro de 2022). «A bit of analysis here of which booster landed where... Looks like B1065, PY booster, Pousou no LZ-2 and B1064, MY booster, Pousou no LZ-1. That's of course unless they swapped feeds between booster sep and landing» (Tweet)  – via Twitter
179. 1 2  «Falcon Heavy | USSF-67». nextspaceflight.com (em inglês). Consultado em 18 de dezembro de 2022
180. 1 2  Clark, Stephen. «Falcon Heavy rocket on the launch pad for one of SpaceX's most complex missions – Spaceflight Now» (em inglês). Consultado em 1 de novembro de 2022. The next military mission to fly on a Falcon Heavy rocket, named USSF-67, will launch the LDPE 3 spacecraft and a Space Force communications satellite in tandem. That launch is scheduled for January, and will use the same Falcon Heavy side boosters flown on the USSF-44 mission, assuming a successful recovery on the landing zones at Cape Canaveral Space Force Station, the Space Force said.
181. 1 2  @Alexphysics13 (16 de janeiro de 2023). «Oops I looked wrong at my notes yesterday and actually on the USSF-44 mission the boosters landed in the opposite pads they Pousou no USSF-67.» (Tweet)  – via Twitter
182. 1 2  «Falcon Heavy | USSF-52». nextspaceflight.com (em inglês). Consultado em 7 de setembro de 2022
183. ↑  «CRS-22». Consultado em 17 de abril de 2021
184. ↑  «CRS-22 Mission Overview» (PDF). Consultado em 27 de maio de 2021. This booster will be used on the Crew-3 mission
185. ↑  «SpaceX debuts new Dragon capsule in launch to the International Space Station». spaceflightnow.com. 11 de novembro de 2021
186. ↑  @StephenClark1 (19 de janeiro de 2022). «NASA's Steve Stich: Crew-4 mission in April will be the first NASA astronaut launch with a fourth-flight Falcon 9 booster. B1067 flew on CRS-22, Crew-3, and Turksat 5B. Future crew missions could use a fifth flight booster. Crew-4 will use a brand new Crew Dragon spacecraft.» (Tweet). Consultado em 19 de janeiro de 2022 – via Twitter
187. ↑  «SpaceX CRS-25 patch: ISS resupply flight». 6 de janeiro de 2022
188. ↑  «Falcon 9 Block 5 | Starlink Group 4-34». nextspaceflight.com (em inglês). Consultado em 11 de setembro de 2022
189. ↑  «Falcon 9 Block 5 | Hotbird 13G». nextspaceflight.com (em inglês). Consultado em 31 de outubro de 2022
190. ↑  «Falcon 9 Block 5 | O3b mPOWER 1 & 2». nextspaceflight.com (em inglês). Consultado em 16 de dezembro de 2022
191. ↑  «Falcon 9 Block 5 | Starlink Group 4-23». nextspaceflight.com (em inglês). Consultado em 25 de agosto de 2022
192. ↑  «Falcon 9 Block 5 | Hotbird 13F». nextspaceflight.com (em inglês). Consultado em 21 de setembro de 2022
193. ↑  «Falcon 9 Block 5 | OneWeb #15». Consultado em 2 de dezembro de 2022
194. ↑  «Starlink Group 5-3». Consultado em 26 de janeiro de 2023
195. ↑  «Falcon Heavy | USSF-67». nextspaceflight.com (em inglês). Consultado em 5 de janeiro de 2023
196. ↑  «Falcon 9 Block 5 | Starlink Group 4-29». nextspaceflight.com (em inglês). Consultado em 21 de setembro de 2022
197. ↑  «Falcon 9 Block 5 | SWOT». nextspaceflight.com (em inglês). Consultado em 14 de dezembro de 2022
198. ↑  https://www.dorbit.space/second-star-to-the-right-january-2023
199. 1 2 3  «Falcon 9 Block 5 | Psyche». nextspaceflight.com (em inglês). Consultado em 10 de julho de 2022
200. 1 2  «Falcon 9 Block 5 | Starlink Group 4-15». nextspaceflight.com (em inglês). Consultado em 9 de maio de 2022
201. ↑  «Falcon 9 Block 5 | SES-22». nextspaceflight.com (em inglês). Consultado em 15 de junho de 2022
202. ↑  «Falcon 9 Block 5 | Starlink Group 4-26». nextspaceflight.com (em inglês). Consultado em 3 de agosto de 2022
203. ↑  «Falcon 9 Block 5 | Starlink Group 4-35». nextspaceflight.com (em inglês). Consultado em 21 de setembro de 2022
204. ↑  @Alexphysics13 (31 de outubro de 2022). «B1073 and B1049 get ready for their next flights during November.» (Tweet) (em inglês). Consultado em 12 de novembro de 2022 – via Twitter
205. ↑  «Falcon 9 Block 5 | Starlink Group 6-1». nextspaceflight.com (em inglês). Consultado em 26 de janeiro de 2023
206. ↑  «Second SpaceX rocket to cruise through town this weekend». 15 de setembro de 2022
207. ↑  «Falcon 9 Block 5 | GPS III-6». Consultado em 29 de novembro de 2022
208. ↑  «Falcon 9 Block 5 | Inmarsat I6-F2». nextspaceflight.com (em inglês). Consultado em 26 de janeiro de 2023
209. ↑  «Falcon Heavy | USSF-52». nextspaceflight.com (em inglês). Consultado em 5 de janeiro de 2023